# 一宮市立浅井南小学校
一宮市立浅井南小学校（いちのみやしりつあざいみなみしょうがっこう）は、愛知県一宮市浅井町にある公立小学校。

## 沿革
- 1873年（明治6年）1月 - 国肥学校が開校。西浅井村、東浅井村、高田村、富塚村の児童が通学する。
- 1876年（明治9年）12月 - 小学浅井学校に改称する。
- 1887年（明治20年）4月 -
  - 尋常小学東浅井学校に改称する。現在地[注釈 1]に新築移転。
  - 廃校となった大江学校の児童の一部が移り、校区は西浅井村、東浅井村、高田村、富塚村、大毛村、大日比野村、小日比野村、河端村、西海戸村、江森村となる。
- 1889年（明治22年）10月1日 - 大日比野村、小日比野村、河端村、西海戸村、江森村、西浅井村、東浅井村が合併し、浅井村が発足。
- 1891年（明治24年）10月28日 - 濃尾地震により校舎が倒壊。仮校舎で授業を行う。
- 1892年（明治25年）8月 -
  - 浅井尋常小学校に改称する。
  - 佐千原村に佐千原尋常小学校が開校し、佐千原村字富塚（旧・富塚村）が離脱する。
  - 大田島村に大田島尋常小学校が開校し、大田島村の一部（旧・高田村、大毛村）が離脱する。
- 1893年（明治26年） - 新校舎（第一号校舎）が完成する。
- 1900年（明治33年）7月9日 - 浅井村が町制施行。浅井町となる。
- 1901年（明治34年）3月 - 校舎（第二号校舎）を増築する。
- 1908年（明治42年）
  - 1月 - 校舎（第三号校舎）を増築する。
  - 4月 - 浅井尋常高等小学校に改称する。
- 1914年（大正3年）4月 - 瑞穂尋常小学校と統合し、浅井尋常高等小学校となる。統合校舎は無く、浅井尋常高等小学校校舎は浅井尋常高等小学校東浅井仮教場となる（校長室は東浅井仮教場に設置）。
- 1920年（大正9年）7月 - 浅井尋常高等小学校から浅井北尋常小学校（旧・大野仮教場）が分立する。東浅井仮教場を廃止し、浅井尋常高等小学校校舎とする。
- 1927年（昭和2年）3月 - 講堂が完成する。校舎（第四号校舎）を増築する。
- 1941年（昭和16年）4月1日 - 浅井南国民学校に改称する。
- 1942年（昭和17年） - 校舎（第五号校舎）を増築する。
- 1947年（昭和22年）4月1日 - 浅井町立浅井南小学校に改称する。
- 1955年（昭和30年）
  - 1月1日 - 浅井町が一宮市に編入される。同時に一宮市立浅井南小学校に改称する。
  - 5月 - 校舎を増築する。
- 1964年（昭和39年）5月29日 - 北舎（鉄筋コンクリート造）が完成する。
- 1967年（昭和42年）3月6日 - 本館（鉄筋コンクリート造）が完成する。
- 1970年（昭和45年）12月20日 - 南舎（鉄筋コンクリート造）が完成する。
- 1976年（昭和51年）3月3日 - 屋内運動場が完成する。
- 1979年（昭和54年）4月1日 - 一宮市立浅井中小学校が開校し、浅井南小学校の校区の一部（大日比野、小日比野）が浅井中小学校校区に移る。
- 1981年（昭和56年）3月4日 - 中舎（鉄筋コンクリート造）が完成する。
- 1995年（平成7年）2月1日 - 校舎を増築する。

## 通学区域
- 浅井町江森、浅井町河端、浅井町西浅井、浅井町西海戸、浅井町東浅井[1]。

## 進学先中学校
- 一宮市立浅井中学校

## 交通アクセス
- 名鉄バス一宮・宮田線「西海戸」バス停より徒歩約10分。

名鉄一宮駅バスターミナルより30系統・31系統「宮田本郷」行